# Triphyllia elongatus
Triphyllia elongatus is een keversoort uit de familie winterkevers (Tetratomidae). De wetenschappelijke naam van de soort werd in 1875 gepubliceerd door John Lawrence LeConte.